# Fongrave
Fongrave é uma comuna francesa na região administrativa da Nova Aquitânia, no departamento Lot-et-Garonne. Estende-se por uma área de 9,47 km². Em 2010 a comuna tinha 642 habitantes (densidade: 67,8 hab./km²).